# کزیک، نورفک جنوبی
کزیک (به انگلیسی: Keswick) یک روستا در بریتانیا است که در Keswick and Intwood واقع شده‌است. کزیک ۵٫۵۲ کیلومتر مربع مساحت و ۴۴۴ نفر جمعیت دارد.